# Palmodes garamantis
Palmodes garamantis är en biart som först beskrevs av Roth 1959.  Palmodes garamantis ingår i släktet Palmodes och familjen grävsteklar. Inga underarter finns listade i Catalogue of Life.